# Adapsilia striatis
Adapsilia striatis är en tvåvingeart som beskrevs av Shi 1993. Adapsilia striatis ingår i släktet Adapsilia och familjen Pyrgotidae.
Artens utbredningsområde är Fujian (Kina). Inga underarter finns listade i Catalogue of Life.